# Cadrilater

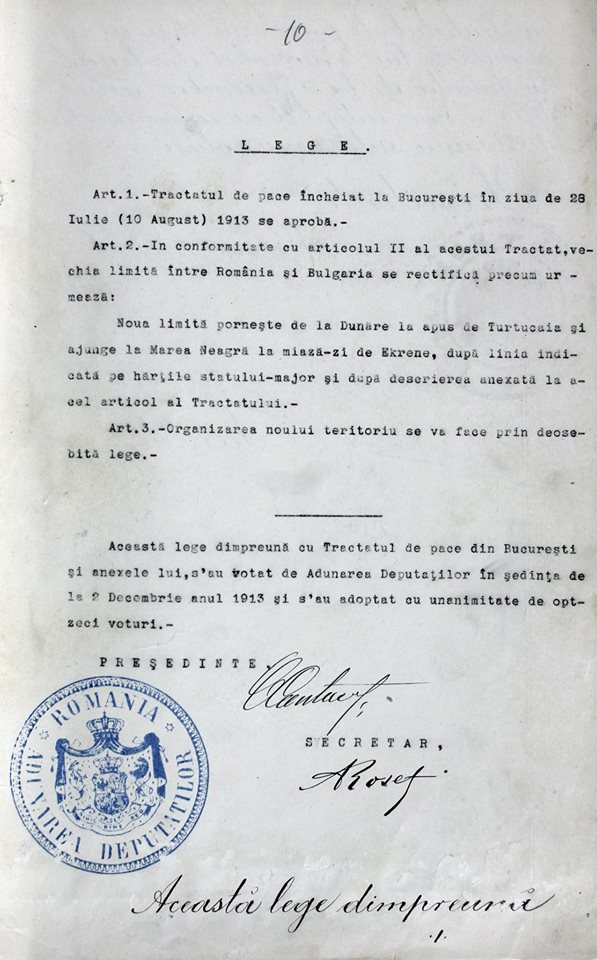
Legea de alipire a Cadrilaterului la România, 1913

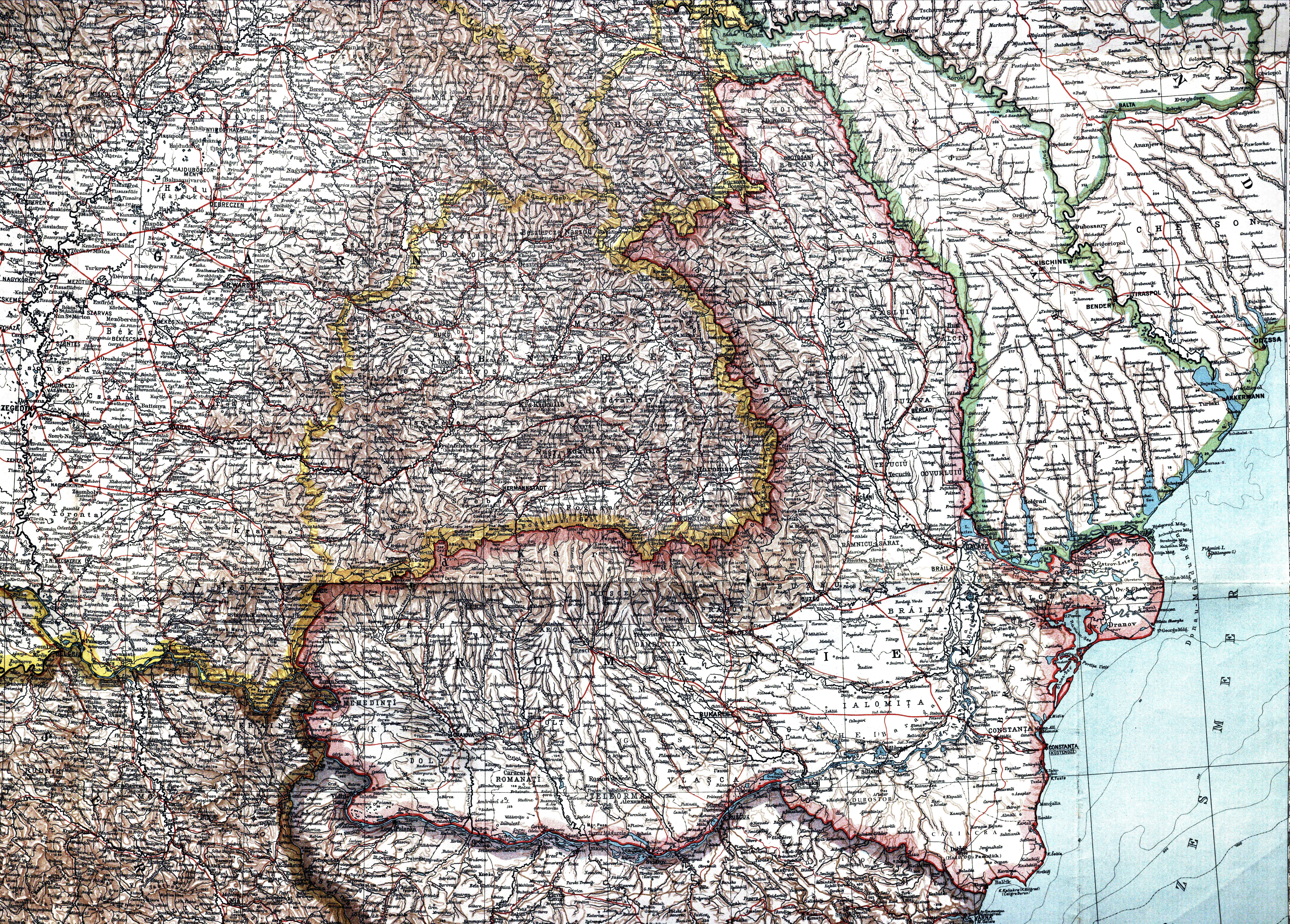
Cadrilaterul ca parte a Micului Regat, 1913-1918

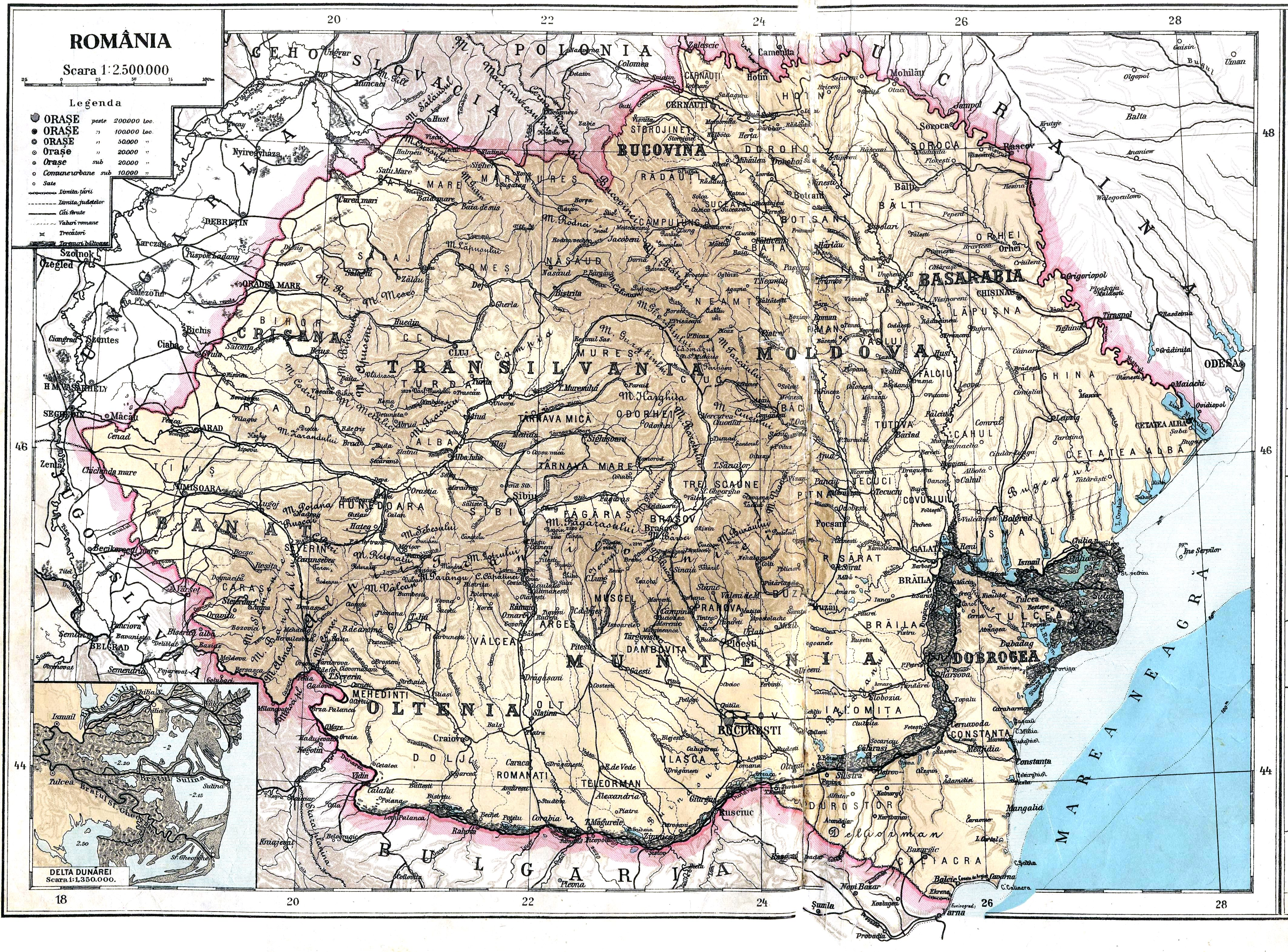
Cadrilaterul ca parte a României Mari, 1918-1940

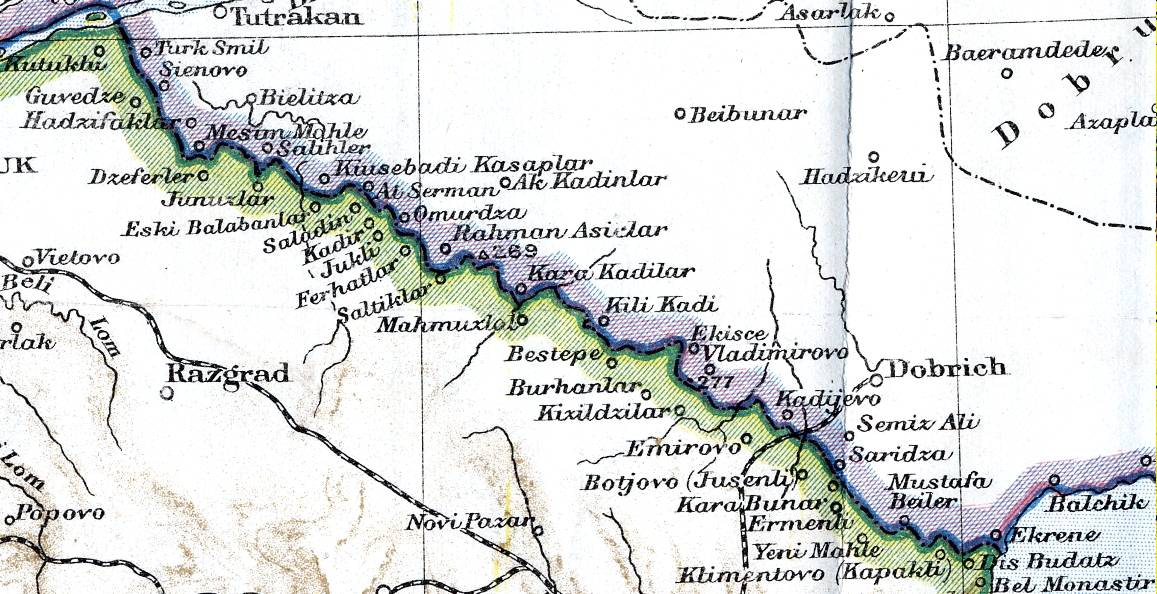
Frontiera româno-bulgară 1913-1940

Teritoriul bulgar cedat României

Cadrilaterul (denumit și Dobrogea de Sud și, în perioada interbelică, Dobrogea Nouă) este denumirea românească a părții de sud a Dobrogei, aflată în Bulgaria și mărginită de Dunăre la NV, râurile Beli Lom și Kamchiya la S și Marea Neagră la E. Numele, apărut la generalii români în 1913, în decursul celui de-al doilea război balcanic, înseamnă „patrulater” și provine:
- fie de la cele patru laturi ale sale (vechea frontieră, Dunărea, noua frontieră și Marea Neagră)[1];
- fie de la cele patru cetăți, turcești până în 1878, care alcătuiau un sistem defensiv în nord-estul Bulgariei din 1913: Silistra, Ruse, Șumen și Varna.[2]

## Istorie
Ca urmare a implicării României împotriva Bulgariei în cel de-al doilea război balcanic, partea Dobrogei delimitată, la sud, de o linie Turcșmil (Türk-Șmil la apus de Turtucaia)-Ecrina (Ekrene la sud de Balcic) este anexată de România în 1913, în ciuda criticilor unei părți a opoziției politice (de exemplu socialistul Constantin Dobrogeanu-Gherea), care aprecia că acest act îi va crea României un nou și înverșunat inamic pe mai bine de 600 km de frontieră pe flancul sudic, acolo unde, până atunci, avea o țară prietenă a cărei independență fusese obținută simultan cu a sa în același război. De atunci, pentru a denumi teritoriul anexat, se folosește denumirea de „Cadrilater”, probabil din comoditate (este mai scurt decât „Dobrogea de Sud”). Populația „Cadrilaterului” era atunci majoritar turco-tatară, populația creștin-ortodoxă fiind preponderent bulgară, dar cu minorități, în jur de 10%, române, găgăuze și grecești. În momentul anexării, potrivit statisticilor bulgare, dintr-o populație de 286.000 de locuitori, doar 6.348 ar fi fost români, ei înșiși, în majoritate, urmași ai mocanilor mărgineni staționați și sedentarizați aici ca urmare a transhumanței lor pastorale (locuind îndeosebi împrejurul Turtucaiei, Silistrei și în valea Batovei, zisă „Valea fără iarnă”, unde pe hărțile otomane apăreau satele „Vlahlar”. Restul populației era constituit mai ales din turci și bulgari. În patronajul cultural și educațional al românilor din Dobrogea de Sud, principatul Țării Românești, apoi România, se implicaseră încă din sec. al XIX-lea.
Încă dinainte de independența Bulgariei și României, autoritățile otomane din Dobrogea i-au permis cărturarului Nifon Bălășescu să reorganizeze școlile românești și să creeze altele acolo unde nu existau. În sec. al XIX-lea a continuat să funcționeze vechea școală românească din Turtucaia, unde documentele au păstrat numele unei întregi pleiade de învățători începând cu dascălul Rusu Șaru în 1774. În Silistra încă dinainte de 1850 funcționa o școală românească din care ieșiseră serii întregi de absolvenți. Dascălul Petru Mihail nota: „Anul 1847 martie întâiul: m-am tocmit la școală ca să învăț pe copii carte românească”. C. Petrescu, care în 1866 crease o eforie (un comitet școlar), a tipărit cu ajutorul mitropolitului de Silistra în 1874 un abecedar turco-român. La dotarea ei a participat începând cu 1877 guvernul României. La inițiativa conducerii școlii normale din Silistra a fost înființată „Societatea română pentru cultură și limbă” care deținea regulament, statute, registre și sigiliu propriu, iar scopul ei era „de a propaga prin toate mijloacele putincioase între românii din aceste părți, învățătura limbii materne” și de „a conlucra la dezvoltarea educației naționale și a apăra privilegiile ei”. Mai exista și „Comunitatea Bisericii Românești”.
„Cadrilaterul” a rămas în componența României până în 1940, când prin Tratatul de la Craiova de la 7 septembrie este cedat Bulgariei ca urmare indirectă a presiunilor politice germane asupra guvernului român.
Procesul de evacuare a populației din Cadrilater a avut loc între 20 septembrie 1940 și 1 octombrie 1940.

Compoziția etnică și religioasă a Cadrilaterului în 1930

Ca urmare a încurajării stabilirii aromânilor din Balcani și a românilor din alte provincii în decursul stăpânirii românești, ponderea elementului românesc a crescut mult până în 1940. Aici s-au stabilit și români din Timocul bulgăresc . Prin 1937 bulgarii erau 37 %, rămânând totuși mai numeroși decât românii. În decursul perioadei interbelice, atât jandarmii cât și coloniștii sau românii autohtoni s-au confruntat în permanență cu gherila armată a comitagiilor bulgari și cu rezistența pasivă a populației bulgărești, perioadă evocată în filmografia românească de filmul „O vară de neuitat” de Lucian Pintilie.
La 15 iunie 1940, Hitler și-a exprimat sprijinul față de pretențiile teritoriale ale guvernului de la Sofia. Ca urmare, la 19 august 1940, guvernul regal al României, la presiunea Germaniei naziste, a început la Craiova negocieri cu Bulgaria privind frontiera de sud-est a României, negocieri suspendate la 30 august 1940 din momentul în care Germania si Italia au garantat noile frontiere ale României rezultate in urma predării Ardealului de Nord către Ungaria. Dupa abdicarea regelui Carol al II-lea, tratativele au fost reluate la 7 septembrie 1940, când, în temeiul ordinului telefonic al noului președinte al Consiliului de Miniștri, Ion Antonescu, acordul a fost semnat de Henri Meitani (membru al delegației), nu de ambasadorul Alexandru Crețianu, șeful delegației române la tratative, revenit între timp în Capitală pentru a primi noi instrucțiuni. La 10 septembrie 1940, Ion Antonescu a ratificat sub proprie semnătură tratatul de cedare a sudului Dobrogei.
La inceputul lunii septembrie 1940 comandantul Armatei a II-a, generalul Gheorghe Argeșanu, a fost trimis de rege la Constanța pentru a organiza rezistența armată pentru eventualitatea unei invazii a armatei bulgare. Conducătorul rezistenței fiind însă convocat la sediul Guvernului în noaptea de 5/6 septembrie 1940 și arestat din ordinele lui Ion Antonescu, după ratificarea Acordului interministerial de la Craiova, bulgarii au reintrat în posesia acestei regiuni pe cale pașnică. Una din primele măsuri instituite de noii ocupanți a fost aceea de a reda localităților denumirea în limba bulgară. În final, populația română din acest teritoriu a fost mutată în Dobrogea de nord printr-un schimb obligatoriu de populație cu bulgarii. Astfel, din Bulgaria s-au stabilit atunci în România circa 110.000 români (din Cadrilater și sudul Dunării), iar din România au plecat 77.000 bulgari.
În schimb, Castelul Reginei Maria de la Balcic a rămas în proprietatea fostului rege Carol al II-lea, fiind îngrijit de către un reprezentant al acestuia, până în 1948 când domeniul a trecut în proprietatea statului bulgar.
Principalele orașe din această zonă sunt Silistra (sau Dârstor) și Turtucaia (în bulgară Tutrakan), în fostul județ Durostor, respectiv Dobrici (fost Bazargic), Balcic și Cavarna, în fostul județ Caliacra.
Populația din Cadrilater în 1910, în 1930, în 1940 și în 2001:
| Etnie   | 1910            | 1930            | 1940             | 20013            |
| ------- | --------------- | --------------- | ---------------- | ---------------- |
| Total   | 282.007         | 378.344         | 407.515          | 357.217          |
| Bulgari | 134.355 (47,6%) | 143.209 (37,9%) | 150.962 (37,1%)  | 248.382 (69,53%) |
| Români  | 6.348 (2,3%)    | 77.728 (20,5%)  | 106.534 (26,2%)  | 591 (0,17%)      |
| Turci   | 106.568 (37,8%) | 129.025 (34,1%) | 147.1961 (36,1%) | 76,992 (21,55%)  |
| Tătari  | 11.718 (4,2%)   | 6.546 (1,7%)    | (*)2             | 4,515 (1,26%)    |
| Țigani  | 12,192 (4,3%)   | n/a (0,8%)      | (*)2             | 25.127 (7,03%)   |

1La aceste cifre sunt incluși și tătarii, găgăuzii, țiganii.
2Sunt incluși la rubrica „turci”.
3Nu este inclusă și comuna Aksakovo care face parte astăzi din Regiunea Varna